# Barbara Buatois
Barbara Buatois, nascida em 24 de agosto de 1977 em Oullins (para perto de Lyon), é uma ciclista francesa, detentora de vários recordes do mundo de velocidade em bicicleta reclinada.

## Palmarés

### Bicicleta deitado não carenada
Campeã da França de 2008 FFC bicicleta reclinada em pista.
Em outubro de 2009, estabelece a velocidade de 46,348 km/h, o recorde do mundo da hora feminina em bicicleta reclinada não carenada,  sobre a pista do velódromo de Bordéus.
Campeã da França de 2010 FFC bicicleta reclinada em pista.
Em 2010, é a primeira francesa a terminar a carreira Race Across America e a primeira mulher em bicicleta reclinada : percorre 3 005 milhas (4 836 km) em 11 dias, 19 horas e 48 minutos. Este tempo permite conseguir a edição de 2010.

### Bicicleta reclinada carenada
Em julho 2009, em Romeo, Michigan (Estados Unidos), numa Varna Tempest construída por George Georgiev, Barbara Buatois leva a 73,41 km/h a 84,02 km/h o recorde do mundo da hora feminina em bicicleta reclinada e de 58,63 km/h a 83,04 km/h o recorde de velocidade nos 100 km.
Em setembro de 2009, em Battle Mountain, Nevada (Estados Unidos), numa Varna Diabo III, leva o recorde do mundo de velocidade na 200 m (lançado) de 107,16 km/h a 121,437 km/h, depois a 121,81 km/h em setembro 2010 numa Varna Tempest
Em 12 de julho de 2014, na pista do centro de provas da PSA Peugeot Citroën de Belchamp, para perto de Sochaux, tenta bater o recorde das 24 horas numa Varna 24 especialmente construído para esta ocasião. Mas as más condições meteorológicas impedem-na mas ela ganha nos períodos de calmia para bater o recorde da hora em triciclo deitado e aquele da 100 milhas (3 horas, 10 minutos e 27 segundos) homologado pela Ultra Maratona Cycling Associação

### Artigos relacionados
- Bicicleta reclinada
- Recorde da hora